# Barrage Copeton

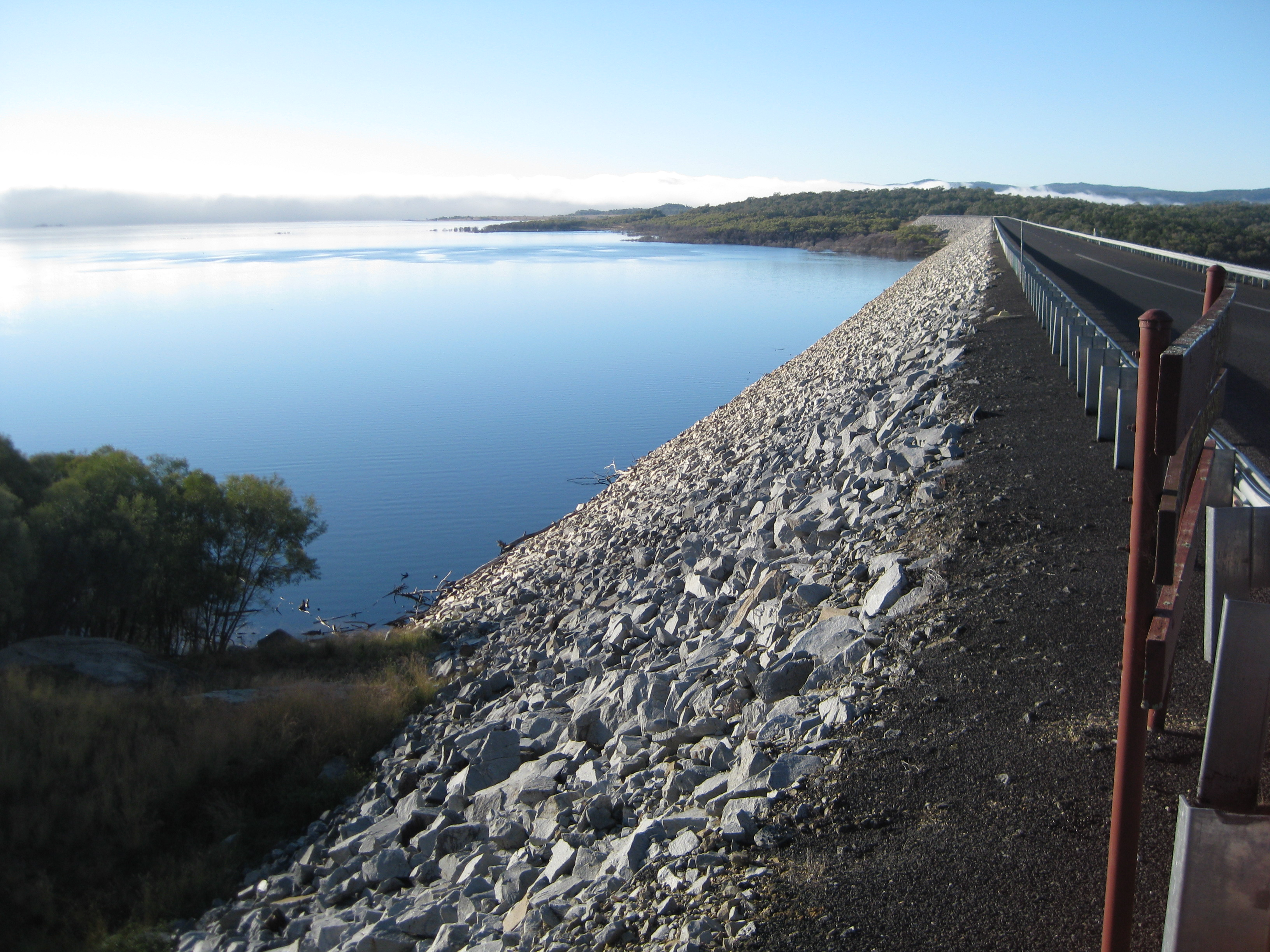
Le barrage Copeton

Le barrage Copeton est un barrage sur la rivière Gwydir en Nouvelle-Galles du Sud, Australie.
Il mesure 1,4 km de long pour 113 m de haut. Il a été construit entre 1968 et 1973. La retenue d'eau alimente une centrale hydro-électrique de 21 mégawatts.